# Pasqual Nàcher i Vilar
Pasqual Nàcher i Vilar (1868-1943) fou un professor universitari, advocat i polític valencià.
Va nàixer el dia 24 d'octubre de 1868, fill de Pasqual i d'Agustina. Son pare va estar Fiscal municipal i membre de la Corporació amb el càrrec de Tinent d'Alcalde. Pasqual va fer estudis secundaris a l'Institut de Castelló abans de matricular-se a les Facultats de Ciències Naturals de València i de Madrid.
Becat pel Govern Espanyol, continua els seus estudis a la Universitat de Bolonya (Itàlia). Allà residix al Col·legi Espanyol de sant Climent, d'on arriba a ser Rector, mentre seguix cursos de Química i de Farmàcia i obté el Doctorat en Ciències Naturals. Mitjançant una pròrroga facilitada per concessió del Rei d'Espanya, hi continua la seua estada fins a completar la Llicenciatura en Dret i el posterior Doctorat. Tots aquests títols universitaris italians li serien reconeguts a Espanya mitjançant una Reial Ordre de 1895.

## Catedràtic universitari
En aquesta data obté en unes brillants oposicions la Càtedra de Mineralogia i Botànica de la Universitat de Santiago de Compostela, que tres anys més tard permuta amb un col·lega per la de Granada, ciutat on s'establiria de manera definitiva i on es jubila el 22 de juliol de 1939. A partir d'aquesta data, un camí acabada la tasca docent, es dedica a exercir com advocat, mentre participa en activitats socials i culturals i regix com gestor i educador el distingit col·legi del Sacromonte.
Distingit com a Cavaller de la Reial Creu d'Isabel la Catòlica, va estar Director de la Real Societat Econòmica d'Amics del País en la seu granadina i, després de la seua jubilació acadèmica, Degà Honorari de la Facultat de Ciències i degà del Col·legi de Doctors. Més enllà del seu currículum docent com a investigador, la vertadera passió de Nàcher va ser la política i, en especial, la gestió. Segurament per això la seua producció literària i científica va ser poc voluminosa, tot i que en destaca l'edició de la lliçó magistral impartida en l'obertura del curs 1903-04 a la Universitat de Granada.

## Acció política i social
La seua filiació va ser la de liberal, seguidor lleial del comte de Romanones. Partidari de l'individu, respectuós amb la cultura, tolerant, compromès, defensor de la participació democràtica, mai no va congeniar amb les dictadures. Ni la de Primo de Rivera, que el va cessar com a Director General De Primera Ensenyança quan tot just portava uns mesos exercint el càrrec, ni amb la d'en Franco.
La seua vocació política la va aplicar a l'Ajuntament de Granada, d'on va ser Tinent d'Alcalde i regidor pel barri de San Andrés, i al Congrés dels Diputats de Madrid on va representar a la província granadina.
En freqüents visites a Vila-real, Nácher va mantindre excel·lents relacions d'amistat amb destacades personalitats locals i en especial amb Carles Sarthou Carreres. L'any 1908 la Corporació el va convidar a pronunciar un discurs amb motiu de les festes extraordinàries pel VII Centenari del naixement del rei Jaume I, efectuat de manera multitudinària davant les Cases Consistorials durant el descobriment de la placa commemorativa que durant molts anys va ornar la façana de la Casa de la Vila.
El tarannà discret de Pasqual Nàcher abasta igualment la seua vida privada i familiar. Va casar amb una dama de la bona societat de Granada, María Sánchez-Reyna Velasco, de la que no va tindre descendència i de la qual va iniciar tràmits de separació el 1932, que no arribaren a resoldre's. La seua mort es va produir el 28 de febrer de 1943.

## Font
- Emili Obiol Menero "Pascual Nácher Vilar. Algunos apuntes biográficos" ("Cadafal, maig 2002)